# Frederick Sturckow
Frederick Wilford "Rick" Sturckow (La Mesa, 11 augustus 1961) is een voormalig Amerikaans ruimtevaarder. Sturckow zijn eerste ruimtevlucht was STS-88 met de spaceshuttle Endeavour naar het Internationaal ruimtestation ISS en vond plaats op 4 december 1998. De missie vervoerde materiaal en bemanningsleden om te helpen met het installeren van de Unity en Zarya module.
Sturckow maakte deel uit van NASA Astronautengroep 15. Deze groep van 19 ruimtevaarders begon hun training in 1994 en had als bijnaam The Flying Escargot.
In totaal heeft Sturckow vier ruimtevluchten op zijn naam staan. Na NASA ging hij werken bij Virgin Galactic.